# Пембаур, Йозеф (старший)
Йозеф Пе́мбаур (нем. Josef Pembaur; 23 мая 1848, Инсбрук — 19 февраля 1923, Инсбрук) — австрийский композитор и органист. Отец Йозефа (младшего) и Карла Пембауров.
В 1870—1871 гг. учился в Венской консерватории у Вильгельма Шеннера (фортепиано) и Лауренца Вайса (хор), занимался также гармонией и органом под руководством Антона Брукнера. После размолвки с Брукнером в 1871—1873 годах учился в Мюнхене у Йозефа Райнбергера, Джузеппе Буонамичи и Франца Вюльнера. Вернувшись в Инсбрук, Пембаур на протяжении многих лет был центральной фигурой музыкальной жизни города, занимая пост музикдиректора с 1873 по 1918 годах. При его поддержке в 1893 году был основан Инсбрукский городской оркестр. Среди учеников Пембаура был, в частности, Людвиг Тюйе.
Среди основных сочинений Пембаура — опера «Цыганская любовь» (нем. Zigeunerliebe), кантата «Картины из жизни Вальтера фон дер Фогельвейде» (нем. Bilder aus dem Leben Walthers von der Vogelweise), симфония «В Тироле» (1884), Реквием и другие мессы, концерт для виолончели с оркестром (1910). Пембауру принадлежат также книга «О дирижировании» (нем. Über das Dirigieren; 1892, второе издание 1907), пособие «Гимнастика пальцев и рук для пианиста» (нем. Die Bildung der Gymnastik der Finger und Hände für Klavierspieler; 1903), учебник гармонии и др.
Симфонию «В Тироле», концерт для виолончели с оркестром (солист Тим Штрёбле) и Весеннюю увертюру Пембаура-старшего записал в 2008 г. инсбрукский Оркестр Академии Святого Блазиуса, дирижёр Карлхайнц Зисль.
Кавалер ряда австрийских государственных наград, в том числе ордена Франца Иосифа. В 1890 году австрийский художник Густав Климт, почитатель таланта Пембаура и наряду с актёром Георгом Раймерсом сооснователь общества Пембаура, написал его портрет для помещения, где регулярно собиралось общество. Его именем названа улица (нем. Pembaurstraße) в Инсбруке.